# Isotima panhalensis
Isotima panhalensis är en stekelart som beskrevs av Jonathan 1980. Isotima panhalensis ingår i släktet Isotima och familjen brokparasitsteklar. Inga underarter finns listade i Catalogue of Life.